# Гран-турізмо
Гран-туризмо  (Gran Turismo, «GT») — дослівно перекладається як «велика мандрівка». Так (Gran Tour) раніше називали подорожі через всю Європу на великих каретах, споряджених всім необхідним. Автомобільний клас GT — це потужні автомобілі, призначені для доріг загального користування. Абревіатура GT також є позначенням гоночного класу. Спостерігається також розширене тлумачення поняття, коли в категорію GT попадають всі автомобілі спортивного типу.

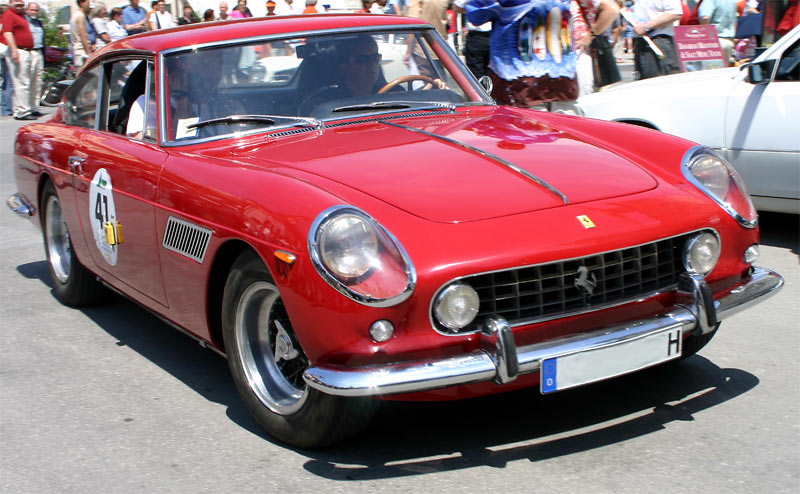
250 GTE Pininfarina

До автомобілів GT можна віднести будь-які 2 чи 4 місні Купе. На відміну від подібних до них автомобілів (Lotus Elise, Porsche 911 та ін.) їм притаманні збільшення технічних характеристик не за рахунок зменшення ваги і зниження комфорту.

## Технічні особливості
Завдяки їхнім потужним двигунам, GT можуть конкурувати в швидкості і прискоренні з багатьма спортивними автомобілями. Але вони пристосовані для повсякденної їзди, їхня маса більша, а підвіска м'якша ніж у спортивних автомобілів.

## Класифікація
В деяких професійних motorsport класифікаціях, типу FIA, визначення GT як «відкритий чи закритий автомобіль, з однією чи більше дверима з кожної сторони, і мінімум два місця розміщених по одному на кожній стороні поздовжньої геометричної осі автомобіля. Автомобіль повинен бути юридично вільним на дорогах загального користування і пристосований для гоночних треків». До вищезгаданого визначення можна віднести і також такі автомобілі як Chevrolet Corvette і Porsche 911, але вони не мають багатьох особливостей Gran Turismo. Ці автомобілі мають мотор спереду чи ззаду (в залежності від автомобіля).

## Приклади Гран-туризмо
- AC Frua
- Aston Martin DB4
- Aston Martin DB5
- Aston Martin DB6
- Aston Martin V8
- Aston Martin DB7
- Aston Martin DB9
- Aston Martin V12 Vanquish
- Aston Martin DBS V12
- Audi A5
- Bentley Continental GT
- BMW M3
- BMW 6 Series
- BMW 8 Series
- Cadillac V-series
- Citroën SM
- Datsun 240Z
- Datsun 260Z
- Datsun 280Z
- Ferrari Daytona
- Ferrari 599 GTB
- Ferrari 612 Scaglietti
- Ford GT40
- Holden Monaro
- Honda Prelude
- Jaguar XJS
- Jaguar XK
- Jensen Interceptor

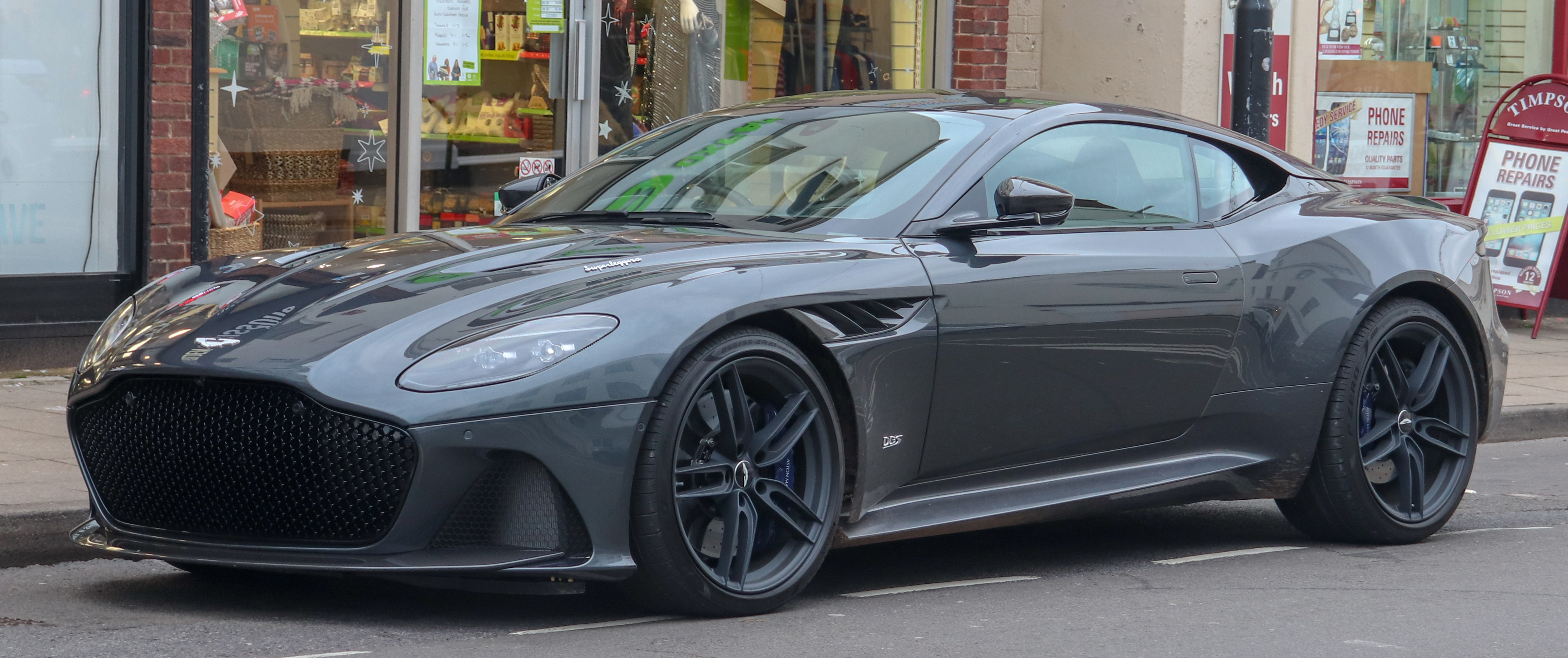
Aston Martin DBS Superleggera V12

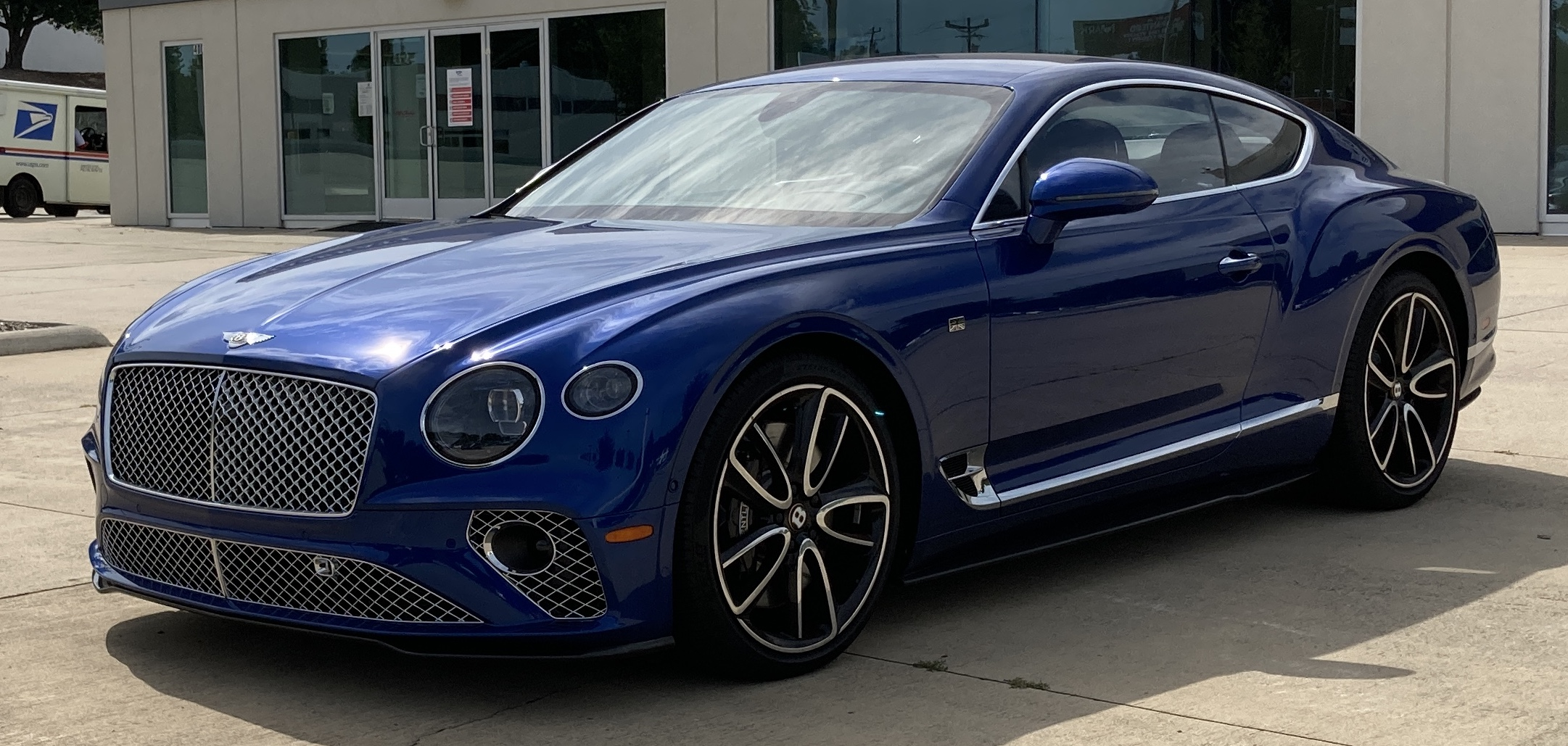
Bentley Continental GT III

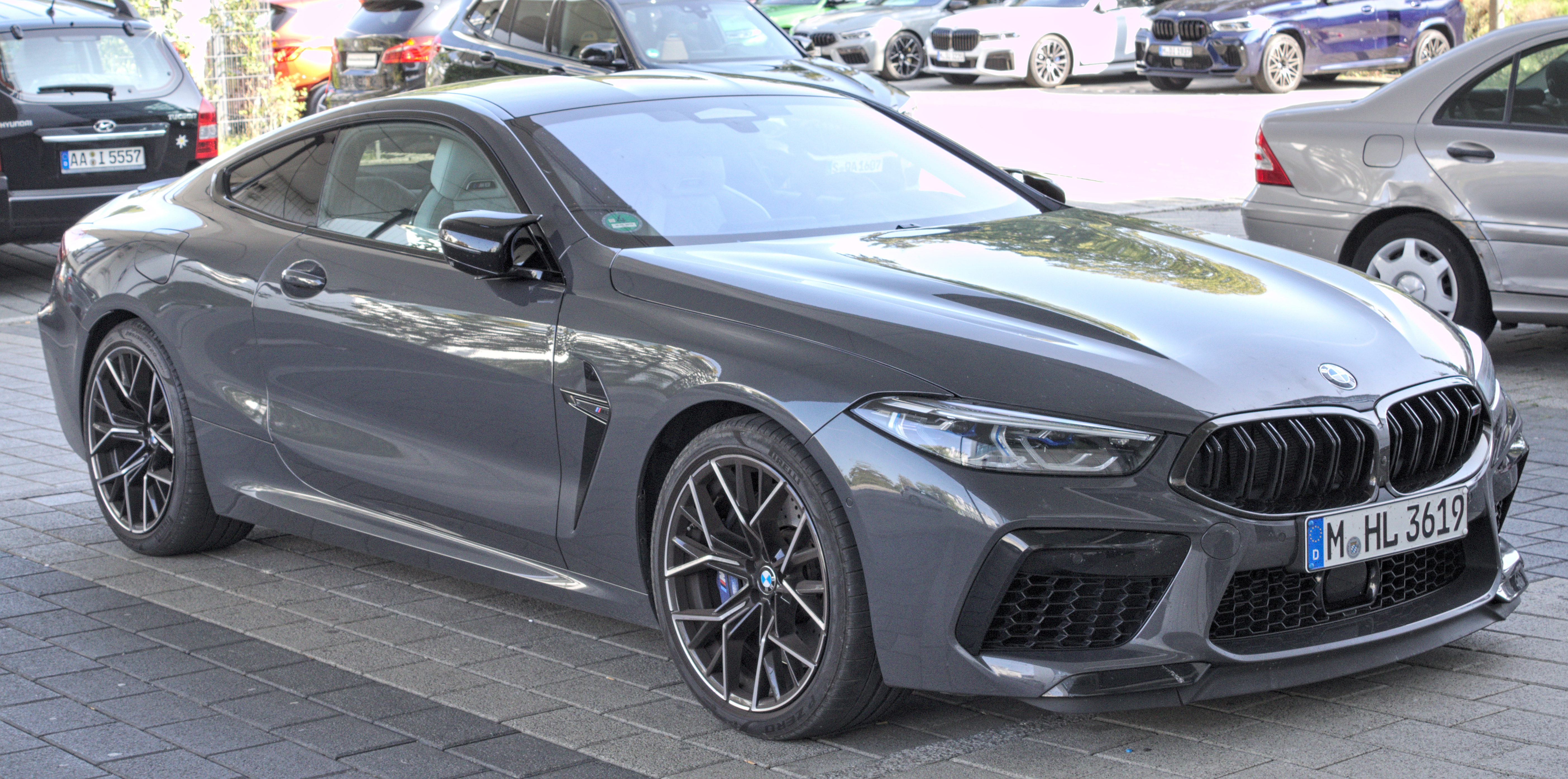
BMW M8 Competition

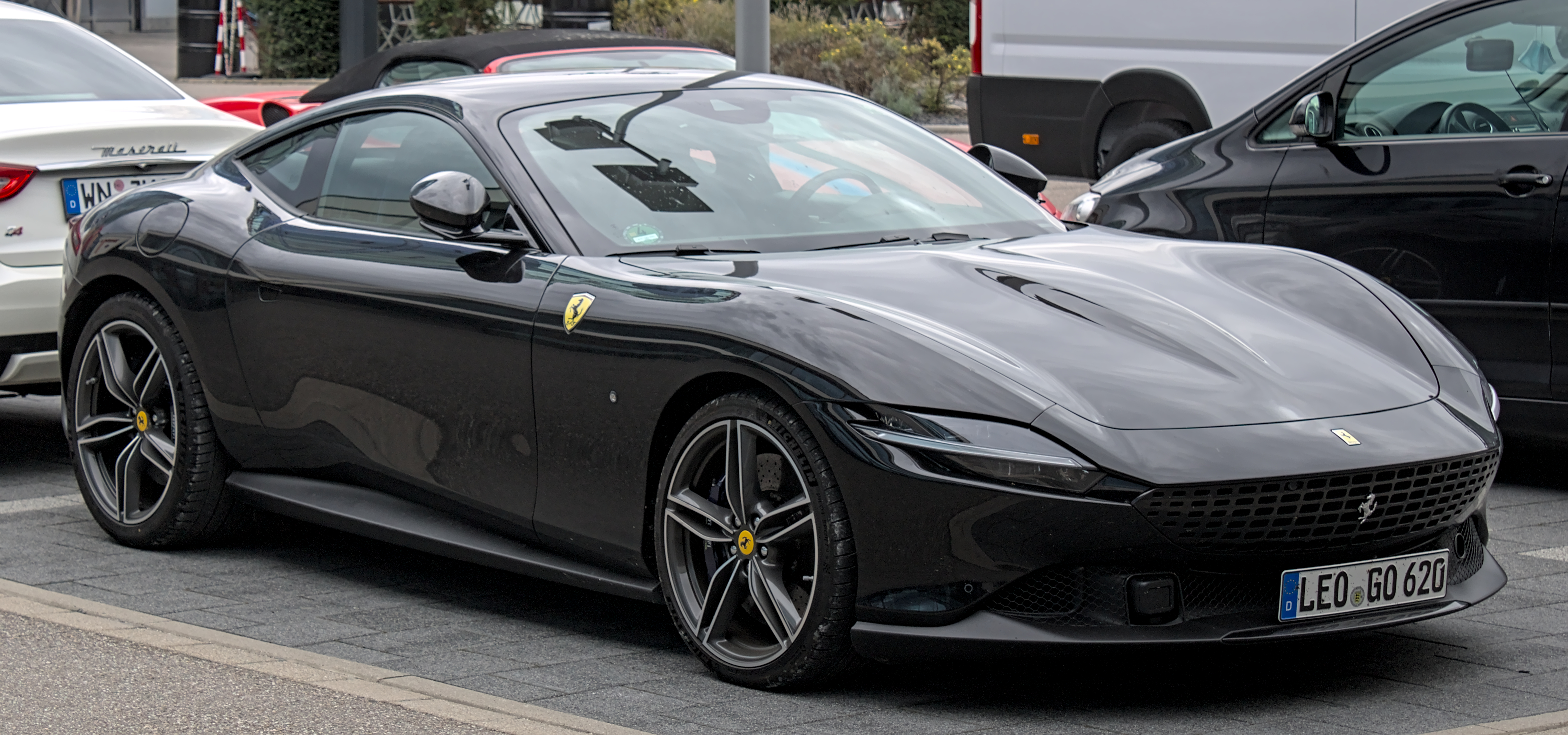
Ferrari Roma

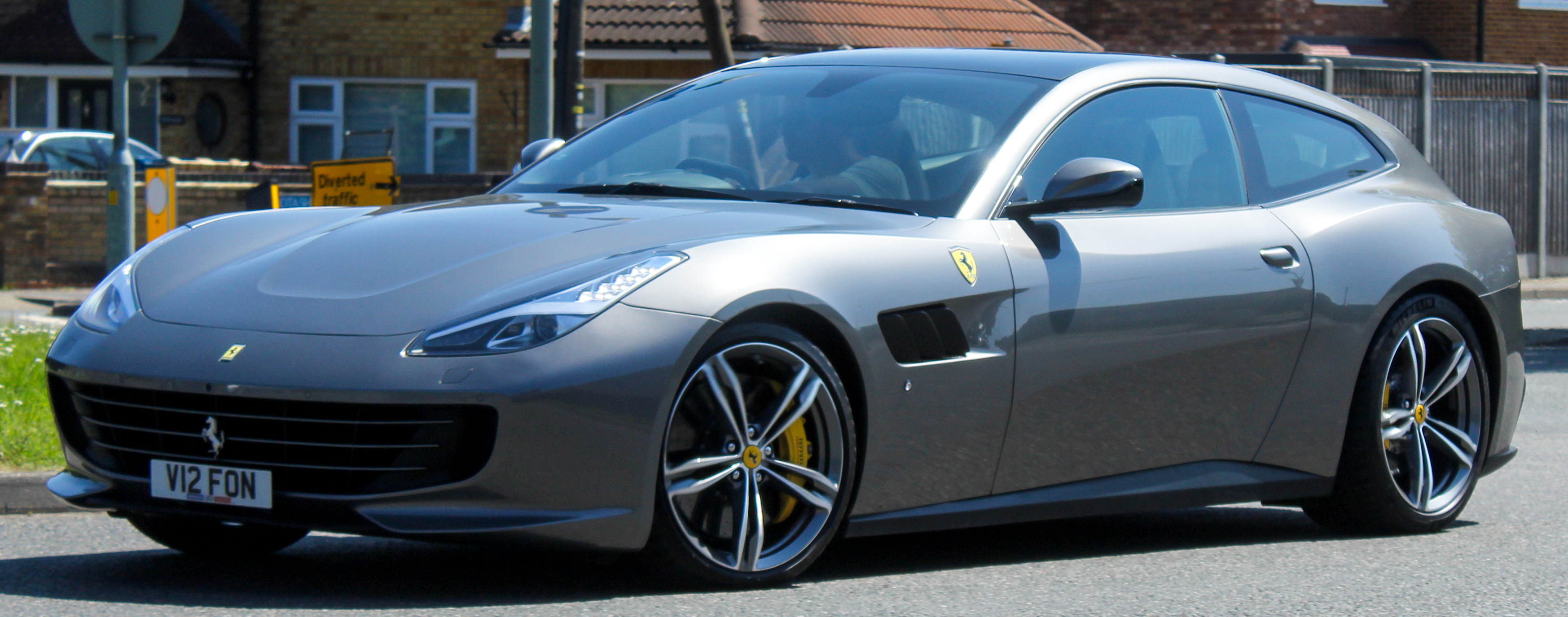
Ferrari GTC4Lusso 6.3 V12

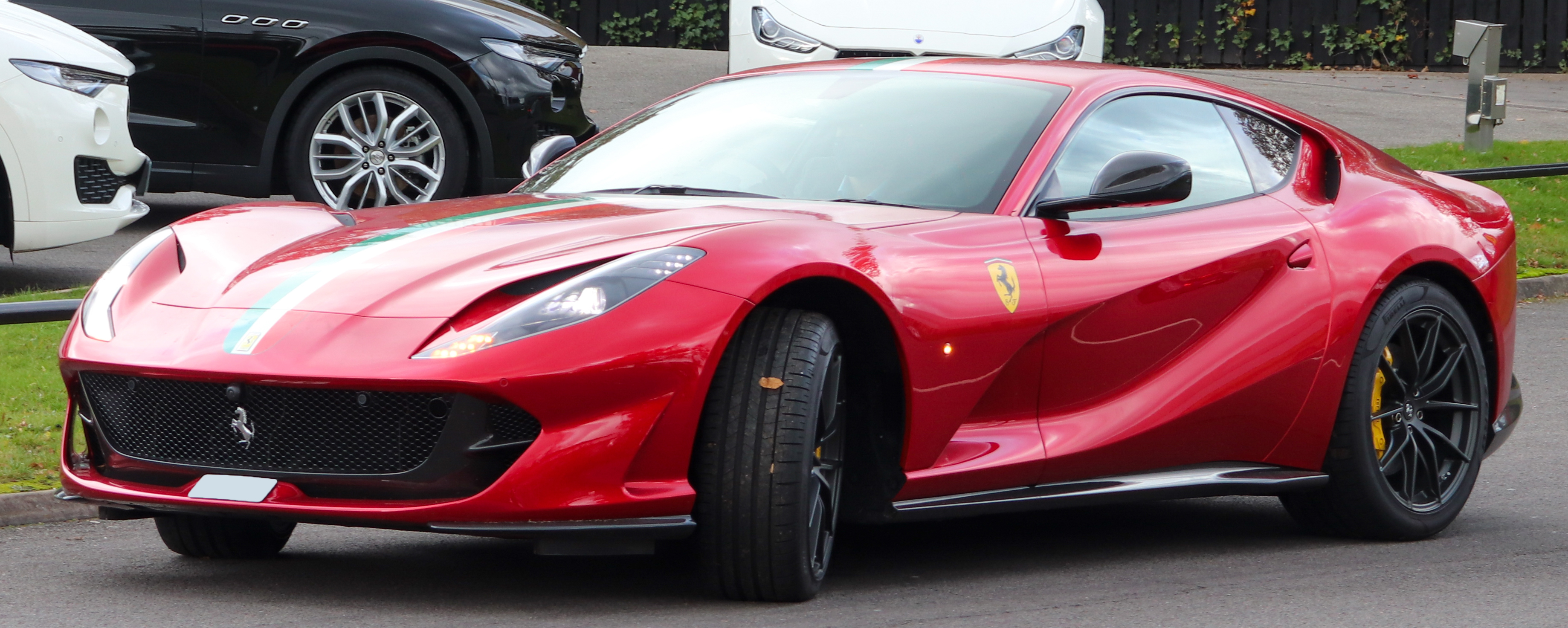
Ferrari 812 Superfast

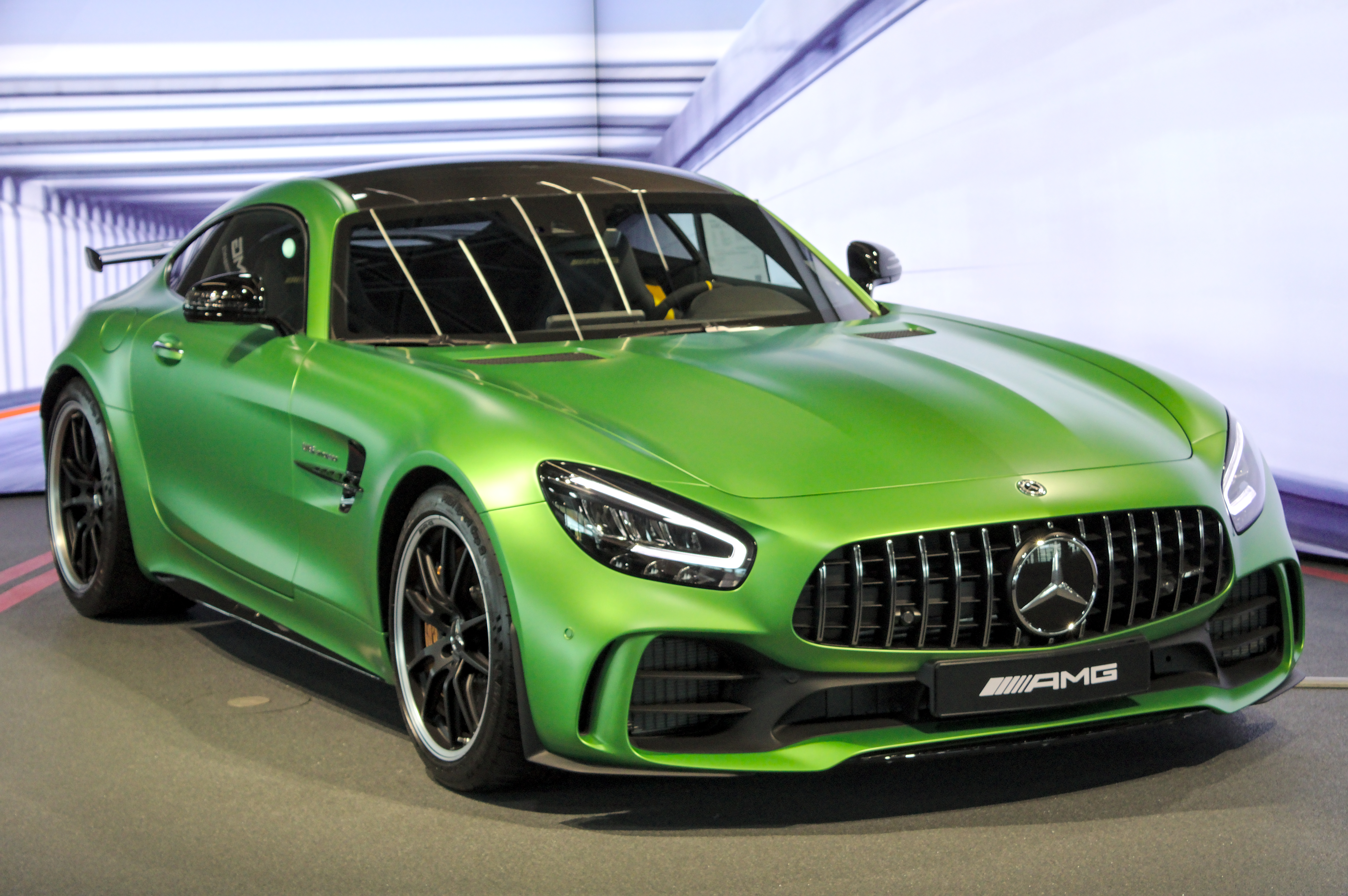
Mercedes-AMG GT R

- Lancia Aurelia B20 GT (often considered the first GT)
- Lexus SC
- Lotus Esprit
- Mazda 626 GT 4WS
- Maserati GranTurismo
- Maserati Mistral
- Maserati Ghibli
- Mercedes-Benz CL-Class
- Mercedes-Benz SLR McLaren
- Mitsubishi GTO
- Nissan 300ZX
- Nissan 350Z
- Nissan Skyline
- Porsche 928
- Pontiac GTO
- Toyota Supra
- Toyota Soarer